# Francesco Perlini
Francesco Perlini (San Bonifacio, 1961) è un pilota di rally e imprenditore italiano, specializzato nei rally raid, vincitore di due Rally Dakar (1992 e 1993), categoria camion.

## Biografia
Figlio di Roberto Perlini, fondatore nel 1957, dell'azienda produttrice di camion Perlini, con i mezzi di famiglia si è cimentato in alcune imprese sportive che lo hanno portato al successo in due edizioni del rally raid africano, la Parigi-Dakar, alla vittoria della Parigi-Città del Capo, e ancora alla vittoria della Parigi-Pechino e al Rally dei Faraoni.

## Palmarès
| Anno | Competizione               | Categoria | Mezzo                  | Co-pilota          | Pos. Cat. | Pos. Ass. |
| ---- | -------------------------- | --------- | ---------------------- | ------------------ | --------- | --------- |
| 1988 | Rally dei Faraoni          | Camion    | Perlini 105F Red Tiger | Bellotti / Vinante | 1º        | 5º        |
| 1992 | Rally Parigi-Mosca-Pechino | Camion    | Perlini 105F Red Tiger | Albiero / Vinante  | 1º        | 17º       |
| 1992 | Rally Dakar                | Camion    | Perlini 105F Red Tiger | Albiero / Vinante  | 1º        | 16º       |
| 1993 | Rally Dakar                | Camion    | Perlini 105F Red Tiger | Albiero / Vinante  | 1º        | 10º       |